# Digonogastra lustrator
Digonogastra lustrator är en stekelart som först beskrevs av Szepligeti 1906.  Digonogastra lustrator ingår i släktet Digonogastra och familjen bracksteklar. Inga underarter finns listade i Catalogue of Life.